# Erasure

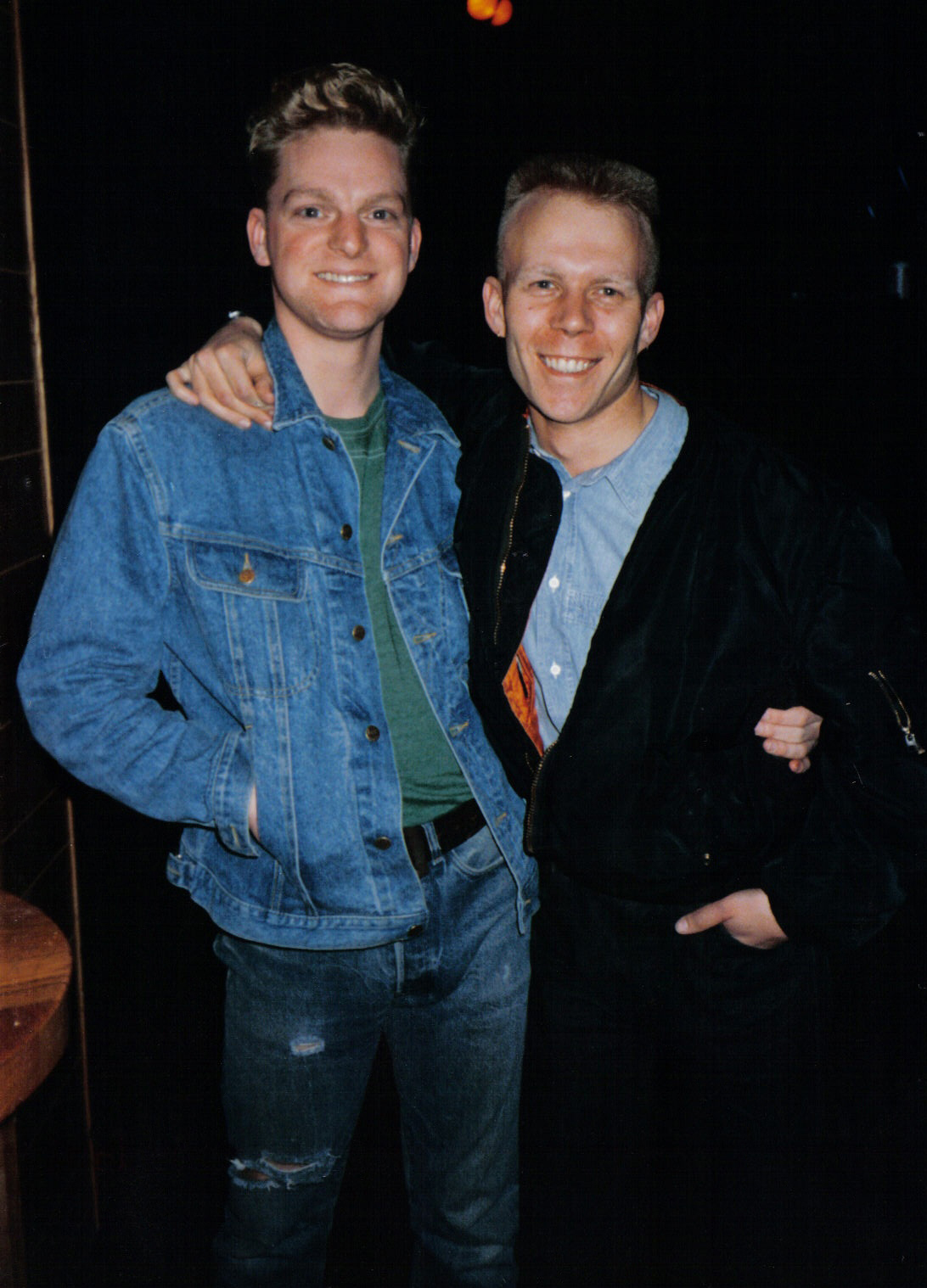
Andy Bell en Vince Clarke

Erasure is een Brits synthpopduo bestaande uit Vince Clarke (synthesizers) en Andy Bell (zanger).

## Geschiedenis
Erasure debuteerde in 1985 met "Who Needs Love (Like That)", en de grote doorbraak kwam er met de hit "Sometimes" uit 1987. Op het Europese vasteland scoorde Erasure voornamelijk nog met de albums "Chorus" in 1991, het album "I say I say I say" uit 1994 en het "ABBA-esque" ep'tje uit 1992. Clarke begon zijn carrière bij Depeche Mode. Daar stapte hij op tijdens de tournee na hun debuutalbum. Vervolgens richtte hij met Alison Moyet Yazoo op, waar hij er na twee albums ook de brui aan gaf. Dan scoorde hij samen met Feargal Sharkey onder de naam The Assembly een bescheiden hit met het nummer "Never never". Bij zijn laatste band Erasure lijkt hij eindelijk de rust gevonden te hebben, aangezien hij met Bell al decennialang samenwerkt. In 1995 zoeken ze de brug met de populaire dancemuziek op een titelloos album dat wordt opgenomen met François Kevorkian en Thomas Fehlmann. Erasure verkocht wereldwijd al meer dan 20 miljoen albums. Tegenwoordig geniet de popgroep vooral bekendheid door het Flash-spelletje 'Robot Unicorn Attack' (2010). De soundtrack van het spelletje is Always.

## Discografie

### Hitsingles (in Nederland)
| Single met eventuele hitnotering(en) in de Nederlandse Top 40 | Datum van verschijnen | Datum van binnenkomst | Hoogste positie | Aantal weken | Opmerkingen |
| ------------------------------------------------------------- | --------------------- | --------------------- | --------------- | ------------ | ----------- |
| Sometimes                                                     | 06-10-1986            | 10-01-1987            | 3               | 10           |             |
| It Doesn't Have to Be                                         |                       | 28-03-1987            | 38              | 3            |             |
| Crackers International: Stop!                                 |                       | 28-01-1989            | tip13           | -            |             |
| Blue Savannah                                                 |                       | 07-04-1990            | tip14           | -            |             |
| Chorus                                                        |                       | 10-08-1991            | tip16           | -            |             |
| Abba-Esque                                                    |                       | 04-07-1992            | 7               | 10           |             |
| Love to Hate You                                              |                       | 05-09-1992            | tip13           | -            |             |

### Albums
- Wonderland (1986)
- The Circus (1987)
- The Two-Ring Circus (1987)
- The Innocents (1988)
- Crackers International (ep, 1988)
- Wild! (1989)
- Chorus (1991)
- Abba-Esque (ep, 1992)
- Pop! The First 20 Hits (1992)
- I Say I Say I Say (1994)
- Erasure (1995)
- Cowboy (1997)
- Loveboat (2000)
- Other People's Songs (2003)
- Hits! The Very Best Of Erasure (2003)
- Nightbird (2005)
- The Erasure Show (2005)
- Union Street (2006)
- Acoustic Live (2006)
- Light At The End Of The World (2007)
- Live At The Royal Albert Hall (2007)
- Pop! Remixed (2009)
- Total Pop! The First 40 Hits (2009)
- Tomorrow's World (2011)
- Tomorrow's World Tour (Live at the Roundhouse) (2011)
- Snow Globe (2013)
- The Violet Flame (2014)
- The Violet Flame Remixed (2014)
- Always - The Very Best of Erasure (2015)
- World Be Gone (2017)
- World Beyond (2018)
- World Be Live (2018)
- The Neon (2020)
- The Neon Remixed  (2021)

### Dvd's
- Sanctuary - The EIS Christmas concert 2002 (2003) live, 2002
- Hits ! The videos (2003) videoclips (1985-2003) + bonussen
- The Tank, the Swan & The Balloon (2004) live, 1992
- Greats Hits Live - Live At Great Woods (2005) live, 1997
- The Erasure Show - Live In Cologne (2005) live, 2005
- On The Road To Nashville (2007) live, 2006
- Live At The Royal Albert Hall (2008) live, 2007